# 아다치 가게모리
아다치 가게모리(일본어: 安達 景盛)는 일본 가마쿠라 시대(鎌倉時代) 전기에서 중기에 걸쳐 활동한 무장(武将)이다. 가마쿠라 바쿠후(鎌倉幕府)의 유력 고케닌(御家人) 아다치 모리나가(安達盛長)의 적남(嫡男)이다.

## 생애

### 미나모토 집안의 종자(従者)
아버지 모리나가는 미나모토노 요리토모(源頼朝)의 유인(流人) 시절부터 그의 측근이었고, 바쿠후 초창(草創)의 공으로 숙로(宿老)였다. 요리토모 사후 그의 뒤를 이은 2대 쇼군(将軍) 미나모토노 요리이에(源頼家)와 가게모리는 사이가 나빴던 것으로 보이는데, 요리이에를 대신해 반년 뒤인 조지(正治) 원년(1199년) 7월부터 8월에 걸쳐 요리이에의 명령을 받은 나카노 요시나리(中野能成)나 와다 도모모리(和田朝盛), 히키노 사부로(比企三郎), 오가사와라 나가쓰네(小笠原長経) 등에 의해 부재중에 애첩을 빼앗기고 주살당할 뻔한 것을 요리토모의 미다이도코로 마사코(政子)에게 구해지게 된 사건이 아즈마카가미(吾妻鏡)에 아다치 가게모리의 이름이 처음으로 보인 기록이다.
가마쿠라 바쿠후의 싯켄(執権) 호조 씨(北条氏)에 의해 후대에 편찬된 서적인 아즈마카가미에 해당 사건이 특필되어 있는 배경으로는 쇼군 요리이에의 횡포를 부각시키는 동시에 요리토모 ・ 마사코 이래 호조 씨와 아다치 씨(安達氏)의 결연, 가게모리의 어머니의 친정인 히키 씨(比企氏)를 뒷배로 하는 요리이에의 세력으로부터의 아다치 씨의 이반을 정당화하려는 의도가 있었던 것으로 여겨지며, 사실이 아니라 창작이 아니냐고 의심하는 견해도 존재하고 있다.
겐닌(建仁) 3년(1203년) 9월, 히키 요시카즈의 변(比企能員の変)으로 히키 씨가 멸망당하고, 요리이에는 쇼군직에서 내쫓기다시피 물러나게 되었으며, 이즈 국(伊豆国)의 슈젠지(修禅寺)에 유폐된 뒤, 이듬해 7월에 호조 씨의 자객에 의해 암살당하고 만다. 가게모리의 이부(異父) 형제인 시마즈 다다히사(島津忠久)는 히키 씨의 연척이라 하여 연좌되어 소유 영지를 몰수당했지만 가게모리는 연좌를 피했고, 요리이에를 대신해 새로운 쇼군으로 옹립된 센반(千幡, 미나모토노 사네토모)의 겐푸쿠(元服) 의식에 이름을 올린다. 히키 씨의 연척이면서도 그것을 등진 가게모리에 대한 요리이에의 원한은 깊었고, 유폐 직후인 11월에 어머니 마사코에게 보낸 서장에서 가게모리의 신병을 인도하여 처벌하게 할 것을 호소하고 있다.

### 쇼군 사네토모의 측근
3대 쇼군 미나모토노 사네토모의 대에는 사네토모, 마사코 모자의 신뢰가 두터운 측근으로써 출사했으며, 겐큐(元久) 2년(1205년)의 하타케야마 시게타다의 난(畠山重忠の乱)에서는 옛 친구였던 시게타다 토벌의 선진을 맡아 싸웠다. 마키 씨 사건(牧氏事件) 이후에는 새로이 싯켄이 된 [[호조 요시토키](北条義時)의 저택에서 이루어진 히라가 도모마사(平賀朝雅, 가게모리의 이종 형제이다)의 주살이나 우쓰노미야 도모쓰나(宇都宮朝綱) 모반 혐의를 평의하는 자리에 참석하였다. 겐랴쿠(建暦) 3년(1213년)의 와다 합전(和田合戦) 등 바쿠후 창설 이래의 유력자들이 차례로 멸망당하는 가운데 가게모리는 바쿠후 정치를 움직이는 주요 고케닌의 일원이 된다.
겐포(建保) 6년(1218년) 3월에 사네토모가 우콘노에노쇼조(右近衛少将)에 임명되고, 사네토모는 우선 가게모리를 어전으로 불러 아키타 죠노스케(秋田城介) 임관을 전한다. 가게모리가 아키타 성을 맡는 아키타 죠노스케로 임관된 배경에는 가게모리의 자매가 미나모토노 노리요리(源範頼)에게 시집가 있었고 노리요리의 양아버지가 후지와라노 노리스에(藤原範季)로 그 딸이 준토쿠 천황(順徳天皇)의 어머니가 되었던 것, 사네토모의 부인의 형제인 보몬 다다노부(坊門忠信)와의 관계가 있었다고 여겨지고 있다. 소유한 영지에 관해서는 와다 합전에서 와다 요시모리(和田義盛)의 영지였던 무사시 국(武蔵国) 나가이 장(長井荘)을 배령받아 헤이안(平安) 말기부터 무사시 방면에 연척이 있었던 아다치 씨는 아키타 죠노스케 임관 무렵부터 무사시 ・ 고즈케(上野) ・ 데와(出羽) 방면의 강고한 기반을 쌓아올렸다.
이듬해인 겐포 7년(1219년) 정월, 사네토모가 암살당하고, 가게모리는 그 죽음을 애도하여 출가, 다이렌보 가쿠치(大蓮房覚智)라는 법호로 고야 산(高野山)에 들어가 사네토모의 명복을 빌기 위해 금강삼매원(金剛三昧院)을 세우고 고야 뉴도(高野入道)라 칭하게 되었다. 출가한 뒤에도 고야 산에 머무르면서 바쿠후의 정치에 참여하였고, 조큐(承久) 3년(1221년)의 조큐의 난(承久の乱)에 즈음해서는 바쿠후 수뇌부의 일원으로써 최고 방침 결정에 참가, '비구니 쇼군'(尼将軍)이라 불리던 호조 마사코가 고케닌들에게 '요리토모 이래의 은혜'를 돌아볼 것을 호소하며 교토측 군세를 토벌하도록 명하는 연설문을 가게모리 자신이 대독하였다.
그는 호조 야스토키(北条泰時)를 대장으로 하는 도카이도군(東海道軍)에 참가하여, 난 이후에는 셋쓰 국(摂津国)의 슈고(守護)가 되었다. 가로쿠(嘉禄) 원년(1225년) 마사코가 사망한 후에는 고야 산에 틀어박히다시피 하였다. 조큐의 난 이후에 3대 싯켄이 된 호조 야스토키와는 긴밀한 관계에 있어 야스토키의 적자인 도키우지(時氏)에게 딸(마쓰시타젠니)를 시집보내고, 태어난 외손자 쓰네토키(経時), 도키요리(時頼) 모두 야스토키 이후 대를 이어 싯켄이 됨으로써 가게모리는 싯켄의 외할아버지로써 바쿠후에서의 권력을 강화하였다.

### 호지 전투
호지(宝治) 원년(1247년) 5대 싯켄 호조 도키요리와 유력 고케닌 미우라 씨(三浦氏) 사이의 대립이 격화되고, 가게모리는 노령의 몸을 이끌고 고야산을 나와 가마쿠라로 내려갔고, 미우라 타도를 주창하는 강경파의 입장에 섰다. 아즈마카가미에 따르면 "미우라 일족은 방약무인(傍若無人)한 세력들"(三浦一族、傍若無人の勢い)이라고 분개하였고, 미우라 씨에게 휘돌리는 아들 요시카게(義景)나 손자 야스모리(泰盛)의 한심스러움을 호되게 질책하였다. 싯켄 도키요리는 미우라 씨에 대한 '섬멸'보다는 '화해'를 모색하였고, 강경파의 입장에 서 있던 가게모리는 이와 관련해 연일 도키요리와 면담을 거듭하였지만 도키요리가 좀처럼 미우라 씨 섬멸로 입장을 선회하지 않자 그에 대한 답답함과 울분을 아들이나 손자에게 화풀이한 것이다, 라는 것이 해당 아즈마카가미 기록에 대한 해석이다.
가게모리는 미우라 씨와의 타협으로 기울듯 보였던 도키요리를 설득하여 일족과 함께 미우라 씨에 대한 도발 행동을 취하는 등 모든 수단을 동원해 호지 전투(宝治合戦)로 돌입, 미우라 일족 5백여 명을 멸망으로 몰아가게 된다. 예를 들면 5월 21일에 미우라 씨를 규탄하는 취지의 입찰(立札)이 세워졌는데, 이 또한 아다치 씨의 책모의 일환이었다고 여겨진다. 아다치 씨는 요리토모 이래 겐지(源氏) 쇼군(요리이에, 사네토모)의 측근이었지만, 어디까지나 사적인 종자였기에 집안의 격은 낮았고, 요리토모 이전부터 겐지에 출사하여 주종으로 섬긴 대호족 미우라 씨 등의 입장에서 보면 자신들에 감히 비견될 수도 없는 존재로 경시되고 있었다. 또한 미우라 야스무라(三浦泰村)는 호조 야스토키의 사위로 싯켄 호조 씨의 외척의 지위를 놓고 대립하는 관계이기도 했다. 가게모리는 이 시기를 놓치면 아다치 씨의 입장이 깎일 것을 두려워했고, 그것은 이전부터 긴장관계에 있던 미우라 씨를 배제하고자 했던 싯켄 호조 씨와도 이해관계가 일치하는 것이었다.
이 호지 전투에 의해 호조 씨는 바쿠후 창설 이래의 최대 세력이었던 미우라 씨를 배제하고 다른 호족들에 대해 우위를 확립하게 되었으며, 동시에 호조 씨의 동맹자로써의 아다치 씨의 지위도 정해졌다. 바쿠후 안에서 아다치 씨의 지위를 확실한 것으로 굳힌 가게모리는 호지 전투 이듬해인 호지 2년(1248년) 5월 18일, 고야산에서 사망하였다.

## 인물
- 다이고지(醍醐寺)에 소장되어 있는 겐포 2년(1213년) 전후의 편지에 가게모리에 대해서 "藤九郎左衛門尉は、当時のごとくんば、無沙汰たりといえども広博の人に候なり"라고 하고 있는데, 여기서 '広博'이란 '넓은 인맥을 가지고 모든 것을 다 파악하고 있다'라는 의미로 보이며, 마사코의 의지를 대변하는 인물로써 인식되고 있었다. 호지 합전에서는 주모자로도 지목되고 있어, 고야산에 있어도 가마쿠라의 정보는 장악하고 있었던 것으로 보인다.
- 뛰어난 수완을 가진 정치가인 한편으로 독실한 불교 신자이기도 하여, 조큐의 난 이후에 야스토키와 함께 고잔지(高山寺)의 승려 묘에(明恵)와 접촉하여 그에게 깊게 귀의하였고, 와카(和歌)를 주고 받기도 하였다. 다이고지의 승려 시쓰켄(実賢)에 대해서도 그로부터 관정(灌頂)을 받았다고도 한다.
- 미나모토노 요리토모의 숨겨진 핏줄이라는 설이 있었는데, 이것이 훗날 손자 아다치 야스모리(安達泰盛)의 대에 이르러 시모쓰키 소동(霜月騒動)에서 일족이 주벌되기에 이르는 원인이 되었다.

## 관련 작품
TV 드라마
- 『불놀이』(草燃える, 1979년, NHK대하드라마, 배역: 火野正平)
- 『가마쿠라도노의 13인』(鎌倉殿の13人, 2022년, NHK대하드라마、배역: 新名基浩)

## 참고 문헌
- 石井進 『鎌倉びとの声を聞く』NHK出版、2000年。ISBN 4-14-080558-7
- 福島金治『安達泰盛と鎌倉幕府  - 霜月騒動とその周辺』有隣新書、2006年。
- 高橋慎一朗『北条時頼』吉川弘文館（人物叢書）、2013年

## 관련 항목
- 아다치 씨(安達氏)

| 전임 아다치 모리나가 | 아다치씨 당주 | 후임 아다치 요시카게 |